# Thymus mercadalii
Thymus mercadalii là một loài thực vật có hoa trong họ Hoa môi. Loài này được Mateo & Pisco miêu tả khoa học đầu tiên năm 1996 publ. 1997.